# Acmopolynema uma
Acmopolynema uma is een vliesvleugelig insect uit de familie Mymaridae. De wetenschappelijke naam is voor het eerst geldig gepubliceerd in 1981 door Schauff.